# Iván Santos Martínez
Iván Santos Martínez (Puebla de Lillo, León, España, 18 de febrero de 1982) es un ex ciclista español.
Debutó como profesional en el año 2005 con el equipo Liberty Seguros, procedente del filial Liberty Seguros-Würth, retirándose tras dos temporadas en el pelotón profesional.

## Equipos
- Liberty Seguros  (2005-2006)

- Datos: Q969523